# 34321 Russellmotter
34321 Russellmotter este o planetă minoră (asteroid) din centura de asteroizi. A fost descoperită pe 28 august 2000 la Experimental Test Site⁠(d) de Lincoln Near-Earth Asteroid Research. 
Obiectul prezintă o orbită caracterizată de o semiaxă mare de 2,717203 UAi, o excentricitate de 0,08, o înclinație de 4,52462 ° în raport cu ecliptica.